# Абу-Нувас
Абу́-Ну́вас (аль-Гасан ібн-Гані аль-Гакамі; н. між 747–762—†814) — арабський поет періоду розквіту халіфату Аббасидів. Жив при дворі халіфа Гаруна ар-Рашида й Аль-Аміна в Багдаді. Співець веселого життя, вина та втіх кохання.
Автор любовної і гедонічної лірики. Поезія Абу-Нуваса заперечує ідеологію ісламу. Дотепний і гострий сатирик, Абу-Нувас висміював офіційні мусульманські святощі і пародіював староарабську поезію, яка ідеалізувала суворий побут бедуїнів. Особа поета відображена у славнозвісних казках «1001 ніч».

## Біографія

### Раннє життя і початок творчості
Абу Нувас був вихідцем з бідної сім'ї вільновідпущеника, тобто оберненого в рабство жителя завойованої арабами області, який прийняв іслам, а пізніше отримав свободу і став найманим солдатом у військах останнього Омеядського халіфа — Марвана. Мати Абу Нуваса була персіянкою і заробляла на життя пранням вовни. Абу Нувас народився в поселенні Ахваз в області Хузестан. У різних джерелах рік його народження варіюється від 747 до 762. Дитячі роки провів у Басрі, працюючи в крамниці торговця пахощами, для якого збирав ароматичні трави.
Абу Нувас ніколи не знав свого батька, Хані, який був солдатом в армії Марвана II. Деякі говорять, що він народився в Басрі інші стверджують, що в Дамаску, або, в Ахвазі. Абу Нувас мігрував в Багдад, можливо, в компанії Валібах ібн аль-Хабаб, і незабаром став відомим своєю дотепною та гумористичною поезією, яка стосується не традиційної теми пустелі, але міського життя і радості вина та алкоголю, і грубого гумору. Серед його робіт вірші про полювання, сексуальну об'єктивацію жінок і хлопчиків, і панегірики його покровителям. Він був сумно відомий за його глузування і сатиру, його улюбленими темами були теми сексуальної пасивності чоловіків і сексуальної нестриманості жінок. «Любовні» симпатії Абу-Нуваса різко негативно ставляться що до лесбійства, і часто знущається над цим, він сприймає його як безглуздість. Він любив шокувати суспільство відкрито пишучи про речі, які іслам забороняв. Можливо, він був першим арабським поетом, щоб написав про мастурбацію.
Ісмаїл бен Нубахт сказав Абу Нувас: «Я ніколи не бачив людини освіченішої, ніж Абу Нувас, ніхто, хто мав багато шаф, не мав так багато книг. В нього можна було знайти багато книг. Після його смерті ми отримали будинок, який містить колекції, в яких була колекція рідкісних виразів і граматичних спостережень».
У VIII — IX століттях Басра була одним з головних центрів арабської філології, і тут Абу-Нувас мав знайомство з вченими-філологами, які допомогли отримати відмінну для того часу освіту. Тут же він зустрівся з поетом Валібом ібн аль-Хубабом. Стати учнем Валіби, вірші якого були широко відомі за межами його рідного міста Куфи, було для Хасана великою удачею: тут він міг познайомитися з мистецтвом віршування слухаючи уроки свого вчителя, записуючи його вірші, будучи присутнім на поетичних змаганнях. Він же ввів його в компанію «золотої молоді». У цьому суспільстві поет проводив час спершу в Басрі, пізніше в іншому центрі арабської культури — Куфі і в столиці халіфату — Багдаді. Тут він був помічений і наближений до двору уславленими покровителями поезії халіфом Гарун ар-Рашидом. Як придворний панегірист Абу-Нувас складав панегірики, прославляючи представників правлячої династії та інших високопоставлених осіб імперії.
Далеко не завжди Абу-Нувас перебував у веселковому настрої легковажного марнотратника життя, в його віршах звучить роздум про недосконалість світобудови, людські страждання і соціальні кривди.
Дивовижне поєднання в поезії Абу-Нуваса релігійного вільнодумства, часом переходить в заперечення основних догматів ісламу, скептицизму, іноді доходить до цинізму, і епікурейського затвердження чуттєвих радощів із сумними роздумами про буття і земні насолоди перед лицем смерті, пов'язано було не стільки з природно віковою еволюцією світовідчуття, скільки зі структурою середньовічного поетичного мистецтва, у якому один і той самий поет міг одночасно працювати в різних жанрах, складати пройняті розчаруванням в житті елегії, отруйні сатири і вірші, що оспівують любов, вино і застільні радості.
Саме з таким жанровим розмаїттям: хамріят, тардіят, хіджа і любовна лірика, Васфі, Мадхья, рису, зухдіят, — найчастіше зустрічаєшся при знайомстві з творчістю Абу-Нуваса.
Деякі середньовічні критики, і серед них видатний прозаїк філолог Аль-Джахіз, захоплювався в першу чергу стилістичними достоїнствами поезії Абу Нуваса. «Я не бачив людину, — говорив аль-Джахіз, — який знав би мову краще, ніж Абу Нувас, мав би гарніший склад і краще уникав би неблагозвуччя мови». Інші в першу чергу цінували в ньому нові та оригінальні поетичні ідеї.
Втім, переважно, Абу-Нувас вів досить легковажний спосіб життя, і, незважаючи на поблажливе ставлення покровителів, за погане поводження його неодноразово ув'язнювали в темницю. Вірші Абу Нуваса були доступні у той час, кожному — вони були легкими для розуміння, відрізнялися яскравою образністю і написані зрозумілим, без рідкісних і застарілих слів мовою. Всі середньовічні автори, які писали про Абу Нуваса, наголошують — хто співчутливо, а хто осудливо — його любов до простолюду.
Цей час був золотим віком арабської культури і науки, а Багдад був тогочасним найбільшим у світі містом. Абу-Нувас можливо сподівався здобути прихильність нового халіфа, освіченішого правителя, ніж його жорстокого попередника.
За часів Абу-Нуваса в середовищі багдадської придворної знаті традиційна заборона іслама на вживання вина була фактично забута. Аббасидські халіфи Гарун ар-Рашид і аль-Амін в своїх багдадських резиденціях постійно влаштовували гучні бенкети, в чому їм намагалися наслідувати численні придворні і багаті городяни. Винні крамниці закривалися лише на час посту.

### Вигнання і тюремне ув'язнення
Абу Нувас був змушений втікати в Єгипет на деякий час, після того як написав хвалебні елегійні вірші для еліти Перського сімейства Бармакидів, могутньої сім'ї, яка була скинута та вбита халіфом Гарун ар-Рашидом. Він повернувся до Багдада в 809 році після смерті Гарун ар-Рашида. Більшість вчених вважають, що Абу Нувас написав більшість своїх віршів під час правління аль-Аміна. Подальше сходження на престол Мухаммеда аль-Аміна, двадцятидворічного сина Гарун ар-Рашида (і колишнього учня Абу-Нуваса) було успіхом для поета. Його найвідоміша королівська елегія була віршом, який він склав на честь аль-Аміна. Останні роки життя Абу-Нувас провів у Багдаді як придворний поет халіфа аль-Аміна. 
Його сучасник Абу Хатім аль Меккі часто говорив, що глибокі смислові думки були приховані Абу Нувасом в своїх творах. Сучасники поета постійно засуджували його за розбещеність, проте одностайно відзначали широку освіченість Абу-Нуваса, оскільки він чудово розбирався в медицині, астрономії та інших науках.
Тим не менш, Абу Нувас був поміщений у в'язницю, коли звістка про п'яну розпусту поета переповнила чашу терпіння аль-Аміна. Було зазначено, що секретар аль-Мамуна Зонбор обманом спонукав п'яного Абу Нуваса написати сатиру, яка містить висловлювання сатиричного характеру про імама Алі. Зотор потім читав вірш публічно, щоб продовжити тюремне ув'язнення Абу Нуваса. За різними даними Абу Нувас або помер у в'язниці або був отруєний Ісмаїлом бен Абу Сахелем.
Деякі пізніше стверджували, що в страху в'язниці Абу Нувас зробив каяття у своїх скоєних діях і став глибоко релігійною людиною. В той час як інші вважають, що каяття в віршах були просто записані в надії на отримання від халіфа помилування.

## Творчість
Поетична спадщина Абу Нуваса дуже велика. Його перу належать вірші всіх традиційних жанрів, крім того, він вважався творцем особливого жанру мисливських віршів — тардіят. Славу йому принесли хамріят — вірші про вино. Це зазвичай довгі, багатосюжетні вірші зі складною композицією.
Для любовної лірики Абу Нуваса властиве вживання безлічі деталей, застосування різноманітних метафор, риторичних зворотів і інших поетизмів. У ліричних віршах зберігається діалог, ніколи не порушується живий потік мови.
Джерелом натхнення Абу Нуваса стала перська культурна традиція. У віршах Абу Нуваса зустрічаються імена перських історичних та фольклорних героїв, опис звичаїв і традицій зороастризму. Його твори дають підставу припускати, що він належав до Шуубії — культурно-політичної течії, й виступав за звільнення перських народів з-під влади Халіфату.
Будучи противником бедуїнського «псевдокласицизму», він є найвидатнішим представником «нового стилю», що відобразив витонченіші форми побуту і настрої багатого городянина в період перетворення халіфату із замкнутої арабської держави в державу міжнародного значення.
У багатьох віршах Абу Нуваса висміюється майже весь набір штампів древньоарабської поезії:
- оплакування зотлілих залишків бедуїнських шатрів,
- «бедуїнські» жіночі імена Лейла, Хінд, Асма… і безліч інших.
- в панегіриках поет намагався слідувати традиційному канону.

Середньовічний літератор ібн Джіні каже, що «Абу Нувас знав напам'ять 700 урджузах». Будучи прославленим поетом, Абу Нувас переконував своїх учнів у необхідності досконально знати стару поезію — невичерпну скарбницю образів. Він говорив: «Купуйте знання — це мудрість». Щоправда, після того як учні демонстрували свої знання в цій області, він вимагав, щоб вони «забули все, що вивчили напам'ять». Це означало, що він проти сліпого наслідування штампів, і аж ніяк не проти самої старої поезії.
Його пісні зібрані деякими арабськими вченими в «Диван» (збірник): видані в німецькій обробці Кремером (Відень, 1855). Європейські дослідники називають Абу Нуваса «арабським Анакреоном» і «арабським Гейне». Чуттєвість знайшла чимале відображення в його творчості, але серед чуттєвих і просто любовних віршів виділяється цикл ніжних і витончених пісень, присвячених невільниці Джінані.
Абу Нувас застосовує у своїй поезії новий стиль «баді», тобто поетичні тропи й фігури красномовства — метафори, протиставлення і звукове уподібнення, що і послужило переходу до нового ступеня свідомості та літературної творчості. У своїх віршах Абу Нувас прагнув порівняти в небагатьох словах якомога більше речей. Його творчість вважалося зразком «найкращого порівняння». Нічого не додаси і нічого не викинеш — це відмінна особливість стилю Абу Нуваса.
Будучи представником гедонізму у своїй поезії, Абу Нувас, згідно з переказами, переносив ідеали своєї поезії в життя, вів життя вкрай легковажне і безпутне; про його любовні і п'яні пригоди, що свого часу стали легендарними, розповідають «Тисяча і одна ніч» і спеціальні збірники фривольних віршів і анекдотів. Значна частина цих анекдотів являє собою бродячі сюжети.
Розвиваючи традиції інших поетів, що включали в свої касиди рядки, присвячені вину, Абу Нувас створив самостійний жанр поезії вина — хамріят, склавши безліч «винних» віршів. Перські поети значно пізніше почали використовували тему вина в своїх віршах лише як метафоричний символ, але для Абу-Нуваса це була тема вираження розпусти і дисипації.
Він зображав події з гумористичним реалізмом, що були засновані на його життєвому досвіді, визнавав свої гріхи з вражаючою відвертістю, і писав, що він ніколи б не покаявся, хоча він рекомендував, щоб інші не послідували за його прикладом. З іронічним тоном він склав панахиди на для того часу коли його власне тіло зачахне від шкідливих звичок. Він закінчував один вірш, заявивши, що він ніколи не чекав, що його гріхи будуть виявлені Богом, тому що вони були занадто несуттєві для Бога, щоб звернути увагу на них.
При читанні поезії Абу-Нуваса, варто визнати, що більшість арабських поетів — набагато більше, ніж західні були більш зацікавлені в розумних формулюваннях в своїх віршах, ніж у фактичному притримуванні своїх ідей. Таким чином від них можна чекати перебільшення.
Їх неодмінною приналежністю є велика кількість жанрових замальовок: розмова з виноторговцями, сценки у винарні, мотиви, які пізніше стають постійними в арабській шахрайській новелі — Макам. Діалог у цих віршах відіграє ще більшу роль, ніж в любовній ліриці Абу Нуваса. Він відрізняється жвавістю, великою кількістю прозаїзмів і просторічної лексики. Багато «винних» віршів були популярні, тому що в них переважала простота мови, радісне бачення світу, безпосередність. Свіжість і м'який гумор говорять про тісний зв'язок творчості Абу Нуваса з народною традицією та про його вплив на середньовічну арабську народну поезію, що користувалася розмовними арабськими діалектами, і в якій на кожному кроці зустрічаються образи, подібні до створених Абу Нувасом. Недарма на святкуваннях у Єгипті кілька століть тому улюбленими були народні пісні на слова Абу Нуваса. «Винні» вірші Абу Нуваса заучували напам'ять, записували і співали. Вони були популярні завдяки своїй легкості, ясності і багатою образності. Здавалося б, жанр винної поезії не такі вже й багатий поетичними ідеями і майстер цього жанру приречений неминуче повторюватися. Тим не менш, Абу Нувас щоразу знаходив все нові соковиті і несподівані образи. Він зумів подолати в поезії класичну одноманітність і зробити вірш легким і витонченим.
У сатирі — хіджа Абу Нувас використовує перевернутий образ — це поширений прийом нового стилю для іронічного забарвлення вірша. Поет був майстром переходу від серйозного до жартівливого і від жартівливого до серйозного.
Для любовної лірики Абу Нуваса властиво вживання безлічі деталей, застосування різноманітних метафор, риторичних оборотів і інших поетизмів. У ліричних віршах зберігається діалог, ні в чому не порушується живий потік мови. Автор намагається дати мовленнєву характеристику героям. Ліричний герой наділений певними рисами. Образ його поступово вимальовується при читанні віршів, причому кожен вірш додає нову деталь, відкриває нові сторони натури або поведінки. У результаті створюється цілісний образ героя, втілений у самому поетичному сюжеті і наділений стійкою портретно-біографічної і психологічною характеристикою.
Багато віршів Абу Нуваса нагадують рубаї. Він перший вводить строфічний жанр з певною кількістю і розташуванням рядків.
Зухдіят насичений поетизмами і підбір слів у них строгіший. У цьому жанрі він використовує прийом протиставлення — улюблений прийом, який властивий тільки поетам «нового стилю».
Поета цінують не тільки як великого майстра слова, веселої і дотепної людини, але і як вільнодумця, що зіграв велику роль у дискредитації догм і встановлення ісламу, у підготовці атмосфери жвавій духовного життя, що виникла в Багдаді та інших містах середньовічного арабо-мусульманської держави — Халіфату в IX — XI ст. Цей період називають іноді «відродженням».

## Спадок
Абу Нувас вважається одним з великих представників класичної арабської літератури. Він вплинув на багатьох пізніх письменників, таких як Омар Хаям і Гафіз — обидва перських поети. Гедоністичний карикатурист Абу Нувас з'являється в казках Тисяча і одна ніч. Серед його найвідоміших віршів є ті, що висміювали «Стародавню Аравію», ностальгію за життям бедуїнів, і з ентузіатичні хвалити до сучасного життя в Багдаді, як яскравий контраст.
Поетична спадщина Абу Нуваса дуже велика. Його перу належать вірші всіх традиційних жанрів, крім того, він вважався творцем особливого жанру мисливських віршів — тардіят, оскільки до нього описи полювання були присутні лише як складовий елемент касиди. По суті тардіят — це чи не єдиний жанр, у якому виявляється серйозне ставлення поета до древньої традиції: тут важко вловити якусь іронію, явну або приховану. Поет іскріння милується широкими просторами горбистих степів, за якими мчить зграя антилоп, переслідуваних швидким псом, соколами, гепардом, а також своїм умінням описати побачене в промовистому арабському стилі — адже мисливські вірші відносяться за ширшою класифікацією до розряду Васфі — описових віршів, які були в той час показником поетичної майстерності.
Його свобода вираження думок особливо з питань, заборонених ісламських норм продовжують хвилювати анімус цензорів. Хоча його твори були вільно у зверненні до перших років XX століття, в 1932 році перший сучасний цензурі видання його робіт з'явилися в Каїрі.
У 1976 році, кратер на планеті Меркурій був названий на честь Абу Нувас.

### Багдад
Аль-Хатіб аль-Багдаді, автор історії Багдада, пише, що Абу Нувас похований на кладовищі Шинізі в Багдаді. У місті є кілька місць, названих на честь поета. Вулиця імені Абу Нуваса проходить вздовж східного берега Тигру, який був колись місцем виставок та театральних видовищ. Парк імені Абу Нуваса також знаходиться там, на 2,5-кілометровій ділянці між Жумхурією і тягнеться до ріки в Караді поблизу мосту «14 липня».

### Внесок в культуру суахілі
У Східній Африці в культурі суахілі ім'я Абу Нувас часто вимовляється як Абунуваші. Він в численних історіях використовує вигадане автором ім'я — Насреддін, часто його називають ще інакше. У різних народів Ходжа Насреддін має різні транслітерації імені та відтінки образу. У персів та азербайджанців Ходжа має титул молли — Молла Насреддін. У кавказців ім'я жартівника — Наср Ходжа (карачаївці), Наср-Еддін (чеченці), Хоже (кабардинці), Несарт тощо. У середньоазійських народів Насреддін часто є мандрівником зі своїм вірним супутником віслюком, а його імена такі — Ходжа Насир (казахи), Апенді (киргизи), Афанді (узбеки, уйгури), Епенді (туркмени), Ефенді (таджики). У болгар  — Настрадін Ходжа, у сицилійців (і загалом італійців) — Дж'юфа́. У казках Абунуваші здійснює різні трюки і мстить за бідних людей жадібним, багатим людям. Танзанійський художник Годфрі Гадоєв створив суахілі комікс, що називається Абунуваші, яка є адаптацією трьох історій про Абунуваші. Книга видана видавництвом Sasa Sema Publications в 1996 році.
Суахілі знали твори Абунуваші, і вони чимало сміялися читаючи його твори. Усі історії в інших країнах виходили з різними назвами. Історії в «Романах про Абунуваші» засновані на одній й ті самій традиції написання.
Існує принаймні одна історія Абу Нувас власного відповідності Abunuwasi «нових» — це допомагає зрозуміти, як його ім'я було пов'язане зі спадщиною затоки — Насреддін:

#### Історія про Абу Нуваса і Харун ар-Рашида
"Абу Нувас дуже любить вино. Одного разу його знайшли в дуже п'яному вигляді, коли халіф Гарун ар-Рашид ходив вулицями зі своїм військом. Улюблений поет Халіфа Харуна Абу Нувас навіть служив напої залишитися з ним і бачити його, але він не може дозволити бачити п'яних людей на дорозі перед всіма й перед ним халіфом. е слід розглядати себе халіфом, які зневажають закон Аллаха.
Таким чином ар-Рашида Абу Нувас він повернувся до неї, якщо jeficha утримувач пляшки з правої руки. «Покажіть мені ваші руки!» сказав Халіф.
Абу Нувас тримав пляшку в правій руці, що вказувала на чоловіків. «Покажіть мені іншу!» Заявив ар-Рашид.
Знову ж таки, поета поміняв пляшку в руках пляшках в ліву руку показуючи праву руку Халіфу. Ар-Рашид сказав: «Тепер покажи мені дві руки!»
Абу Нувас він вийшов один крок назад до стіни будинку та проведення пляшку з його нижній стінці Халіфа вказує обома руками. Він стверджував, що він nyage один крок вперед.
«Про amirulmuumina», відповів Абу Нувас, «Ви знаєте, що якщо я йшов по розбитої пляшки kitavunjika!»
Халіфа і солдати всі сміялися так багато. Абу Нувас очікується, отримає 80 ударів, але Халіфа заявив: «Для розвідки, як це не може бути п'яним і я не можу покарати акт з підтримання пляшку тільки. Отже, починайте!»

## Поезія Абу-нуваса в сьогоденні
Величезний обсяг праць Абу-Нувас залишається неперекладеним з арабської. Навіть на англійську перекладені тільки основні роботи Абу-Нуваса, які містить багато його віршів, це В. Х. Інграмс «Абу Нувас в житті і легендах (1933)». Інграмс розділив свої біографічні дослідження на три частини: Про персоналію, апокрифічну, і міфічну. Два інших найякісніших роботи Рейнольдса А. Ніколсон- «Історія літератури арабів» (1907; вид. 2d 1930), і Філіп К. Хиттім, «Історія арабів» (1937; восьма редакція 1963). В обох цих творах Абу-Нуваса видно по відношенню своїх сучасників до нього. Також відомою є праця Джеймс Крітчека «Антологія ісламської літератури від виникнення ісламу до наших днів» (1966).